# Grandparigny
Grandparigny es una comuna nueva francesa situada en el departamento de Mancha, de la región de Normandía.

## Historia
Fue creada el 1 de enero de 2016, en aplicación de una resolución del prefecto de Mancha de 30 de septiembre de 2015 con la unión de las comunas de Chèvreville, Martigny, Milly y Parigny, pasando a estar el ayuntamiento en la antigua comuna de Parigny.

## Demografía
| Gráfica de evolución demográfica de Grandparigny entre 1800 y 2013 |
|                                                                    |

Los datos entre 1800 y 2013 son el resultado de sumar los parciales de las cuatro comunas que forman la nueva comuna de Grandparigny, cuyos datos se han cogido de 1800 a 1999, para las comunas de Chèvreville, Martigny, Milly y Parigny de la página francesa EHESS/Cassini. Los demás datos se han cogido de la página del INSEE.

## Composición
| Comuna delegada | Código INSEE | Población (2013) | Superficie (km²) | Densidad (hab./km²) |
| --------------- | ------------ | ---------------- | ---------------- | ------------------- |
| Chèvreville     | 50133        | 209              | 4.45             | 47                  |
| Martigny        | 50293        | 288              | 8.89             | 32                  |
| Milly           | 50329        | 348              | 9.65             | 36                  |
| Parigny         | 50391        | 1895             | 11.62            | 163                 |